# Open Catalog Interface
Open Catalog Interface (OCI) ist eine offene und standardisierte Katalogdatenschnittstelle zum Austausch von Katalogdatensätzen zwischen SAP-„E-Procurement“-Systemen (meist „SAP Enterprise Buyer Professional“, kurz EBP) und beliebigen anderen Katalogen.
Der SAP-Anwender greift dabei auf aktuelle Katalogdaten des Anbieters über das Internet via der Standard-Internetprotokolle direkt zu.
Ein häufig verwendeter Begriff für dieses Interface ist auch „Punchout“, weil der SAP-Benutzer durch das SAP-System zu einem externen Shopsystem (meist Lieferanten des Unternehmens) weitergeleitet wird.
Der Warenkorb des SAP-Systems wird dann um die dort befindlichen Artikel angereichert, mit der Bestellung. Der Bestellprozess des externen Shopsystems, welches via OCI angesprochen wird, ist stark verkürzt, da hier weder Adressdaten noch Versand- oder Zahlungsarten eingegeben bzw. gewählt werden müssen.
Meist ist nur die Übersicht der im Warenkorb befindlichen Artikel nötig, dann wird der Shop wieder Richtung SAP verlassen und der Warenkorbinhalt des ext. Shops an den Warenkorb des SAP-Systems übergeben.
Der Vorteil liegt darin, dass somit der Einkauf beim Lieferanten (der meist das Shopsystem stellt) sofort im SAP verbucht ist.
Nachteil ist, dass die Lieferanten ihre Preise beliebig in ihrem Shop verändern können, ohne dass dies vom Auftraggeber (der SAP einsetzt) bemerkt wird.
Das ist bei der Anlage des OCI-Katalogs als Rahmenvertrag im SAP anzulegen. Jedoch gibt es meist keine Kontrolle oder Warnung, wenn die Preise im Katalog von den Preisen im Rahmenvertrag abweichen.
Die Hintergrund-Suche erweitert den OCI-Standard um die Möglichkeit, in einem externen System (dem Katalog/Shop des Lieferanten) Artikel zu suchen, ohne das eigene System über den sonst üblichen OCI-Absprung verlassen zu müssen.
OCI wurde von der Firma SAP AG entwickelt. Die Systematik kann jedoch auch für die Anbindung zwischen beliebigen Systemen eingesetzt werden. SAP ist dafür nicht zwingend erforderlich.

## Versionen
OCI liegt in verschiedenen Versionen vor. Derzeit aktuell ist Version 5.1.